# Сен-Жан-де-Барру
Сен-Жан-де-Барру́ (фр. Saint-Jean-de-Barrou) — коммуна во Франции, находится в регионе Лангедок — Руссильон. Департамент коммуны — Од. Входит в состав кантона Дюрбан-Корбьер. Округ коммуны — Нарбонна.
Код INSEE коммуны — 11345.

## Население
Население коммуны на 2008 год составляло 259 человек.
| 1962 | 1968 | 1975 | 1982 | 1990 | 1999 | 2008 |
| ---- | ---- | ---- | ---- | ---- | ---- | ---- |
| 256  | 314  | 301  | 292  | 225  | 204  | 259  |

## Экономика
В 2007 году среди 146 человек в трудоспособном возрасте (15—64 лет) 86 были экономически активными, 60 — неактивными (показатель активности — 58,9 %, в 1999 году было 63,9 %). Из 86 активных работали 74 человека (40 мужчин и 34 женщины), безработных было 12 (6 мужчин и 6 женщин). Среди 60 неактивных 14 человек были учениками или студентами, 33 — пенсионерами, 13 были неактивными по другим причинам.